# Bombycoidea
Bombycoidea är en överfamilj av fjärilar som beskrevs av Pierre André Latreille 1802. Bombycoidea ingår i ordningen fjärilar, klassen egentliga insekter, fylumet leddjur och riket djur. Enligt Catalogue of Life omfattar överfamiljen Bombycoidea 5044 arter.

## Dottertaxa till Bombycoidea, i alfabetisk ordning[1][2]
- Anthelidae
- Apatelodidae
- Bombycidae, Silkesspinnare
- Brahmaeidae, Fältspinnare (tidigare Mjölkörtsspinnare)
- Carthaeidae
- Endromidae, Skäckspinnare
- Eupterotidae
- Phiditiidae
- Saturniidae, Påfågelspinnare
- Sphingidae, Svärmare

## Bildgalleri
Urval, bild på en art per familj:

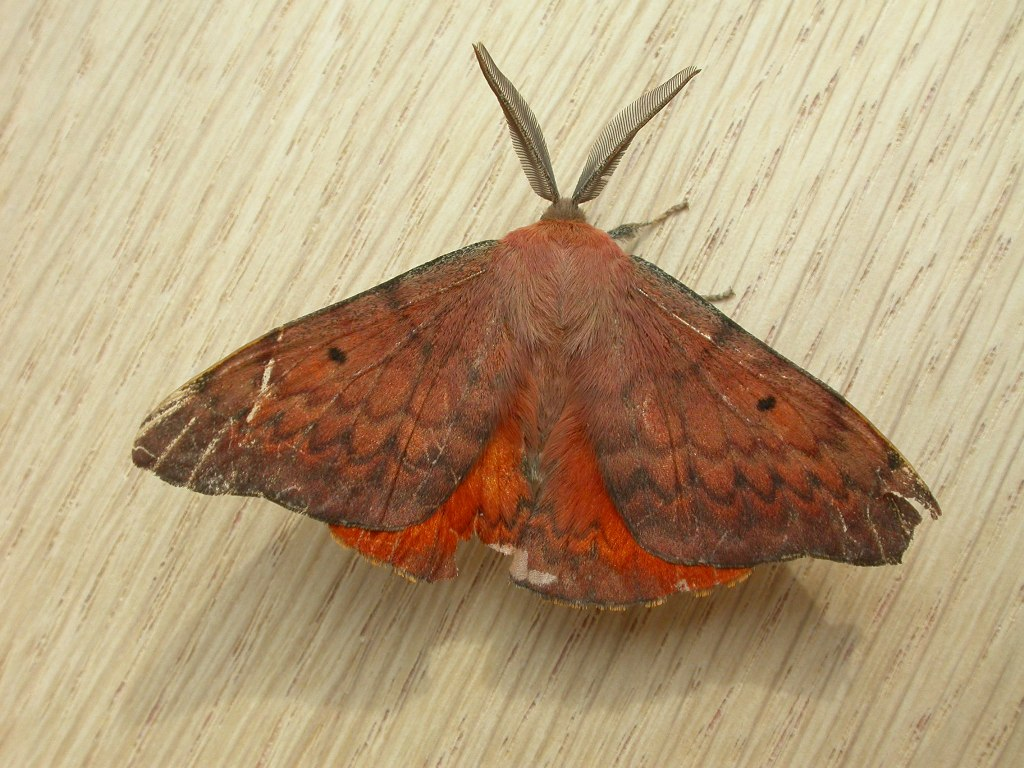
Chenuala heliaspis
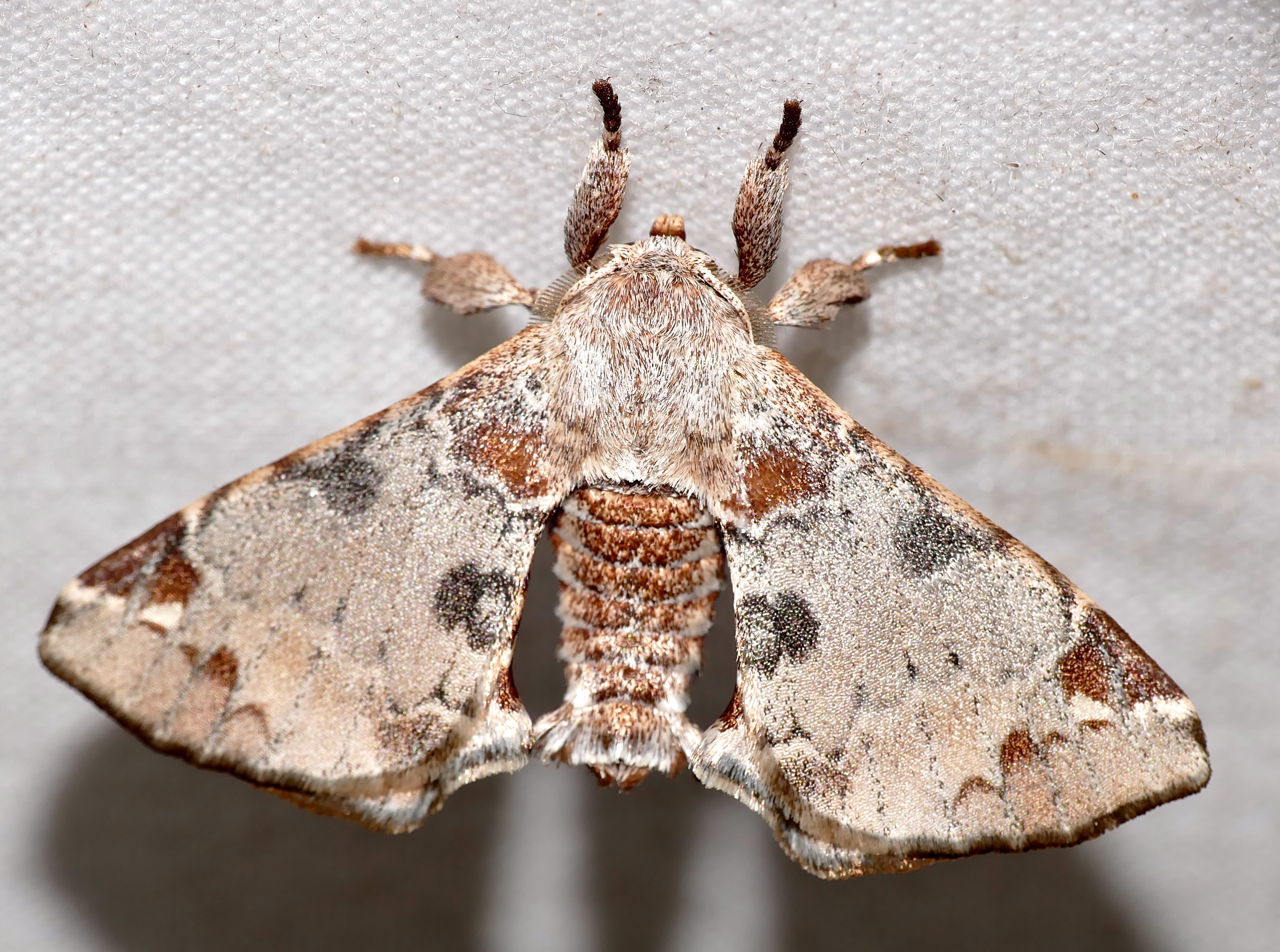
Apatelodes nina
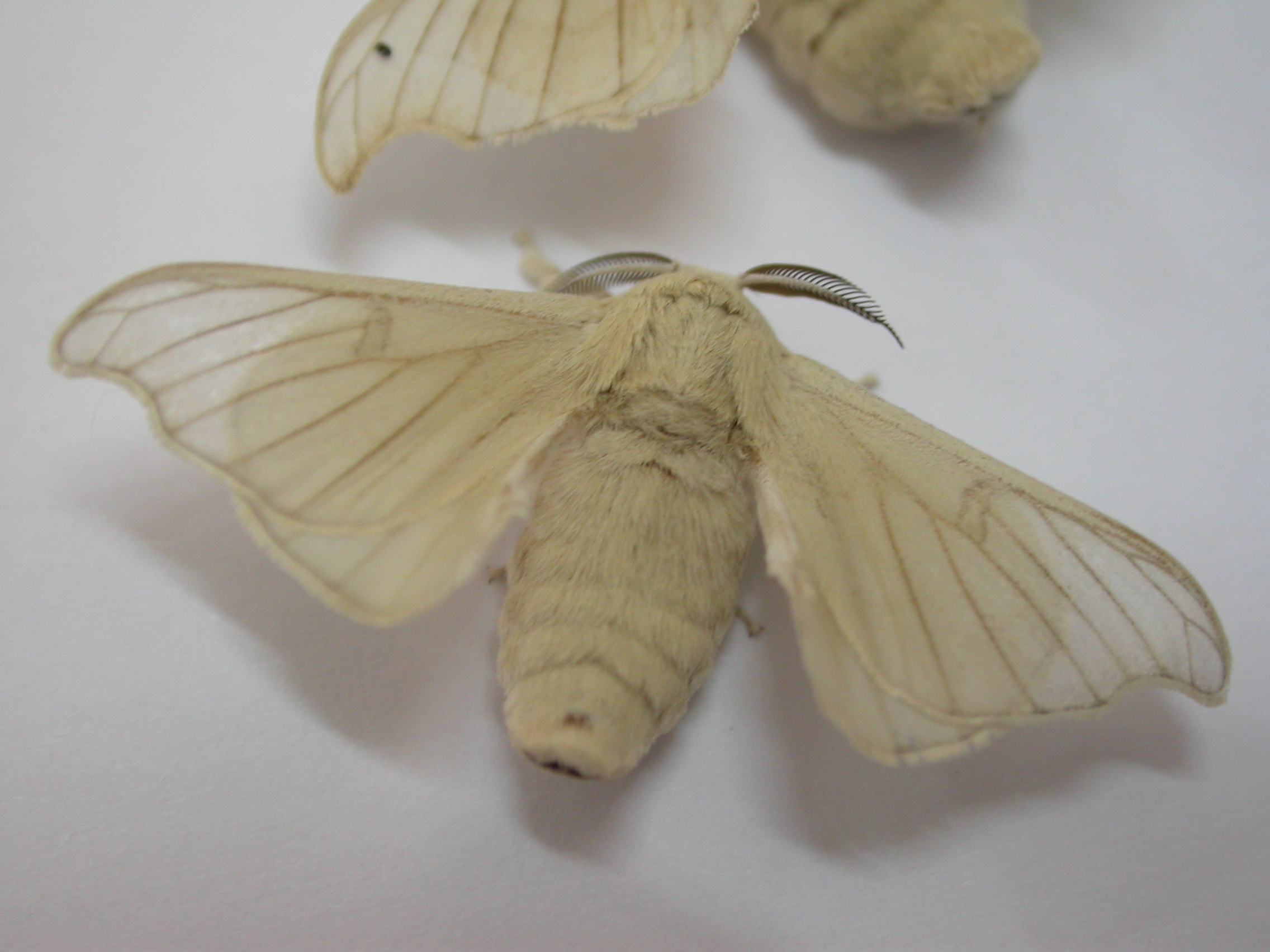
Silkesfjäril, Bombyx mori
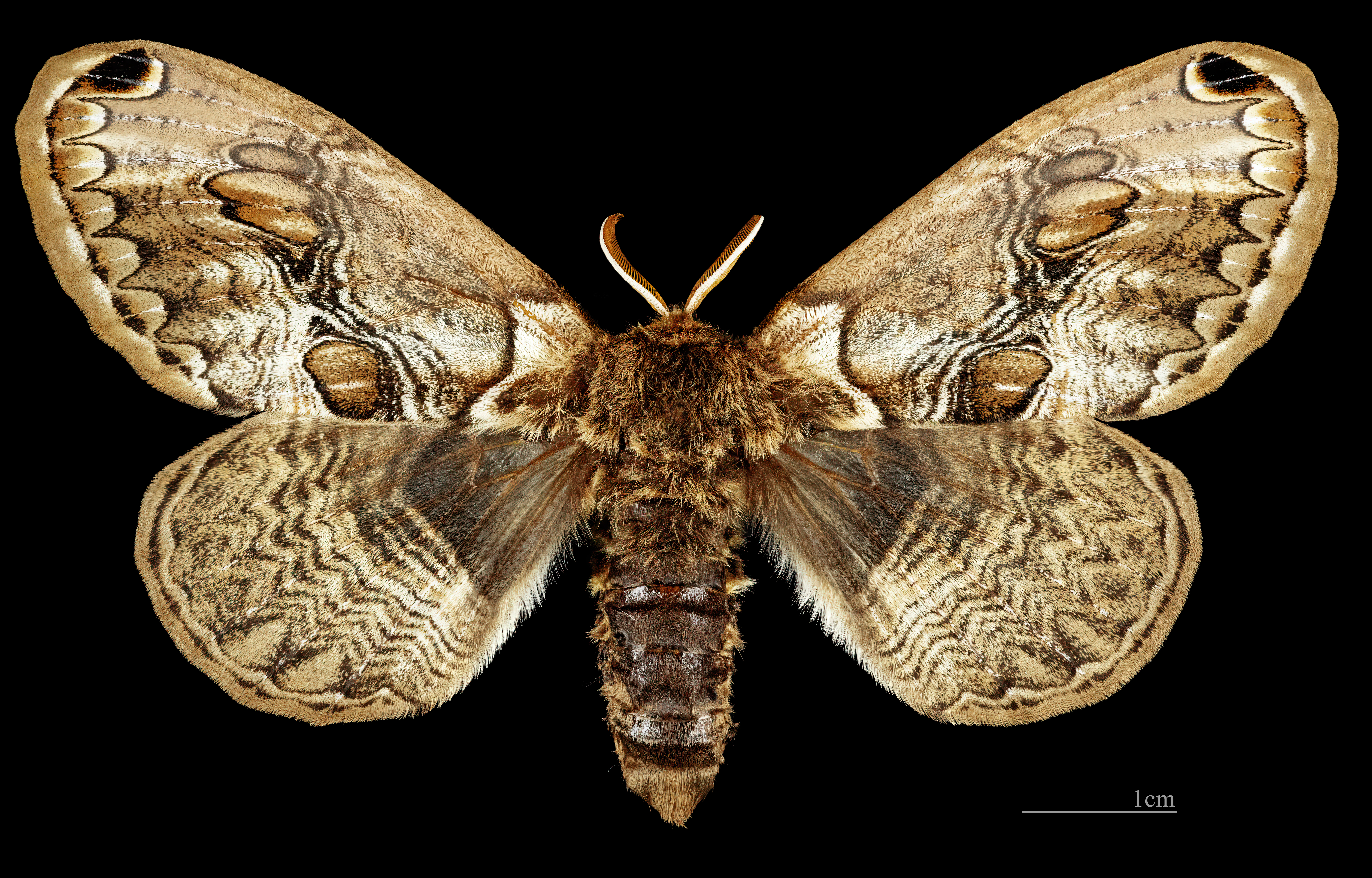
Brahmaea europaea
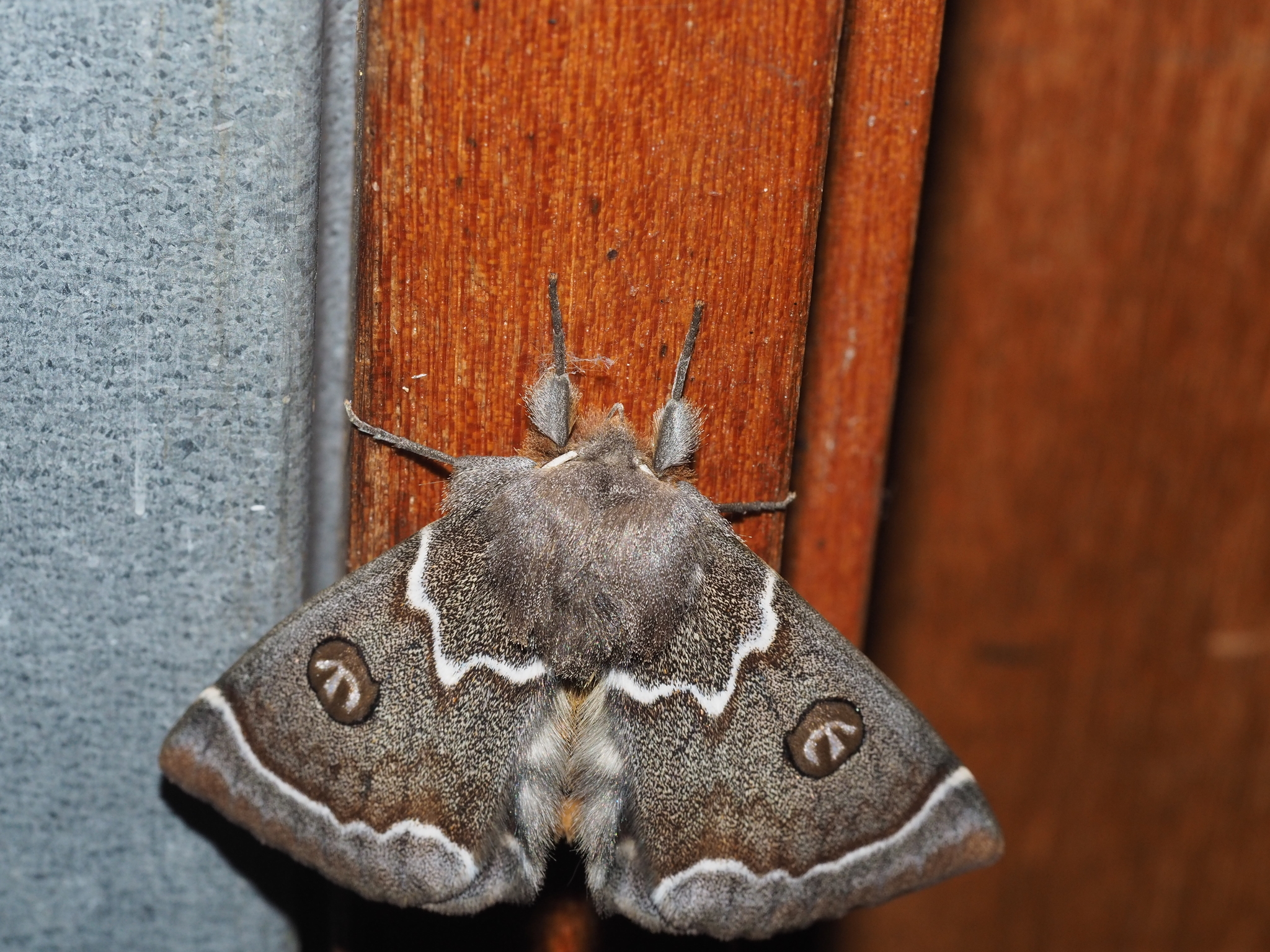
Carthaea saturnioides
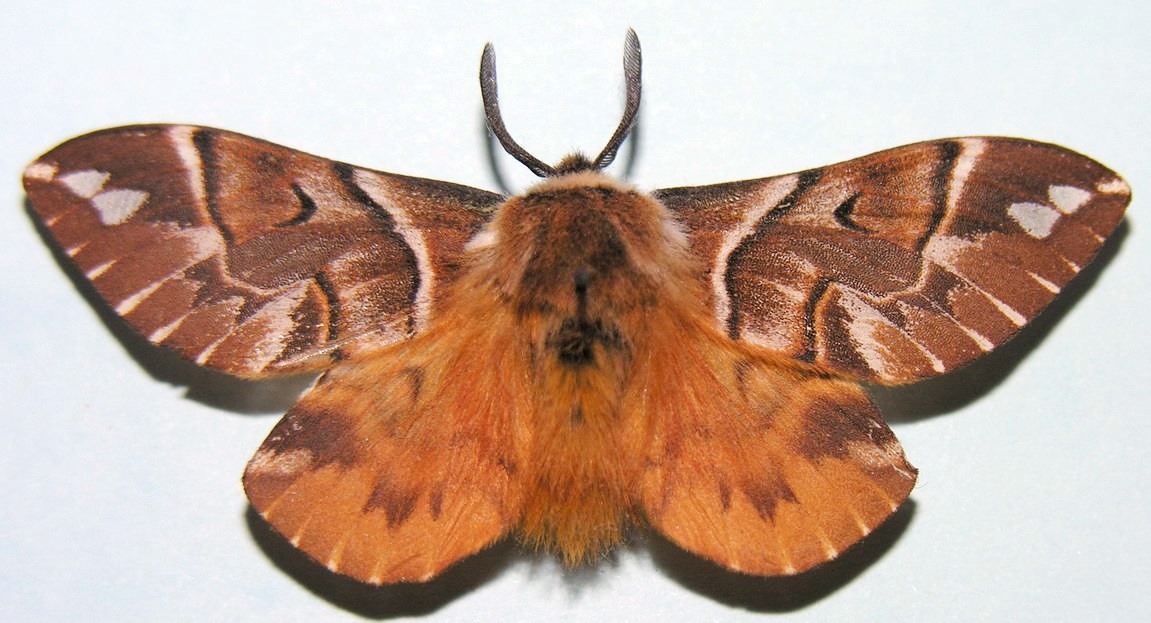
Skäckspinnare, Endromis versicolora
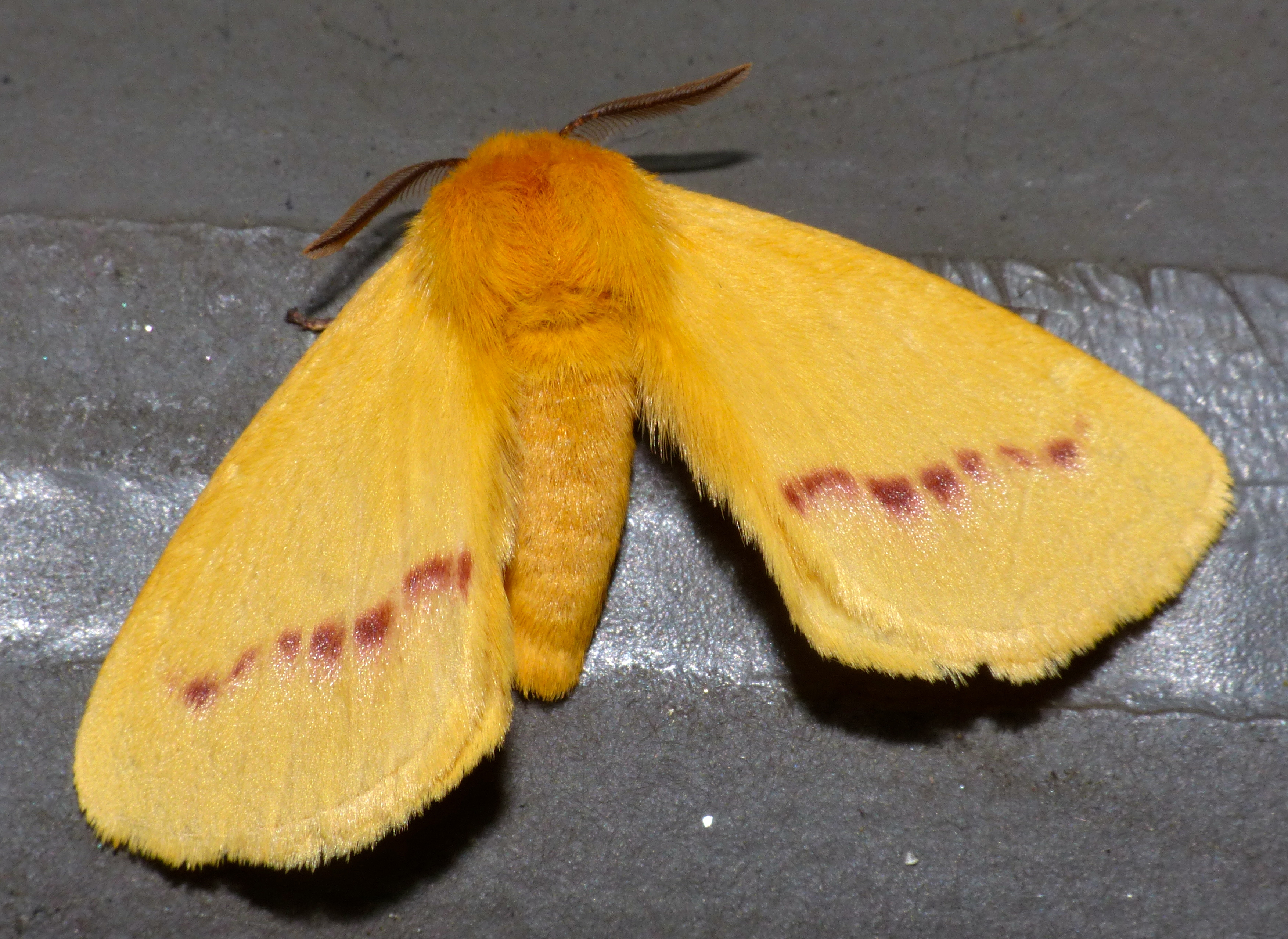
Stenoglene roseus
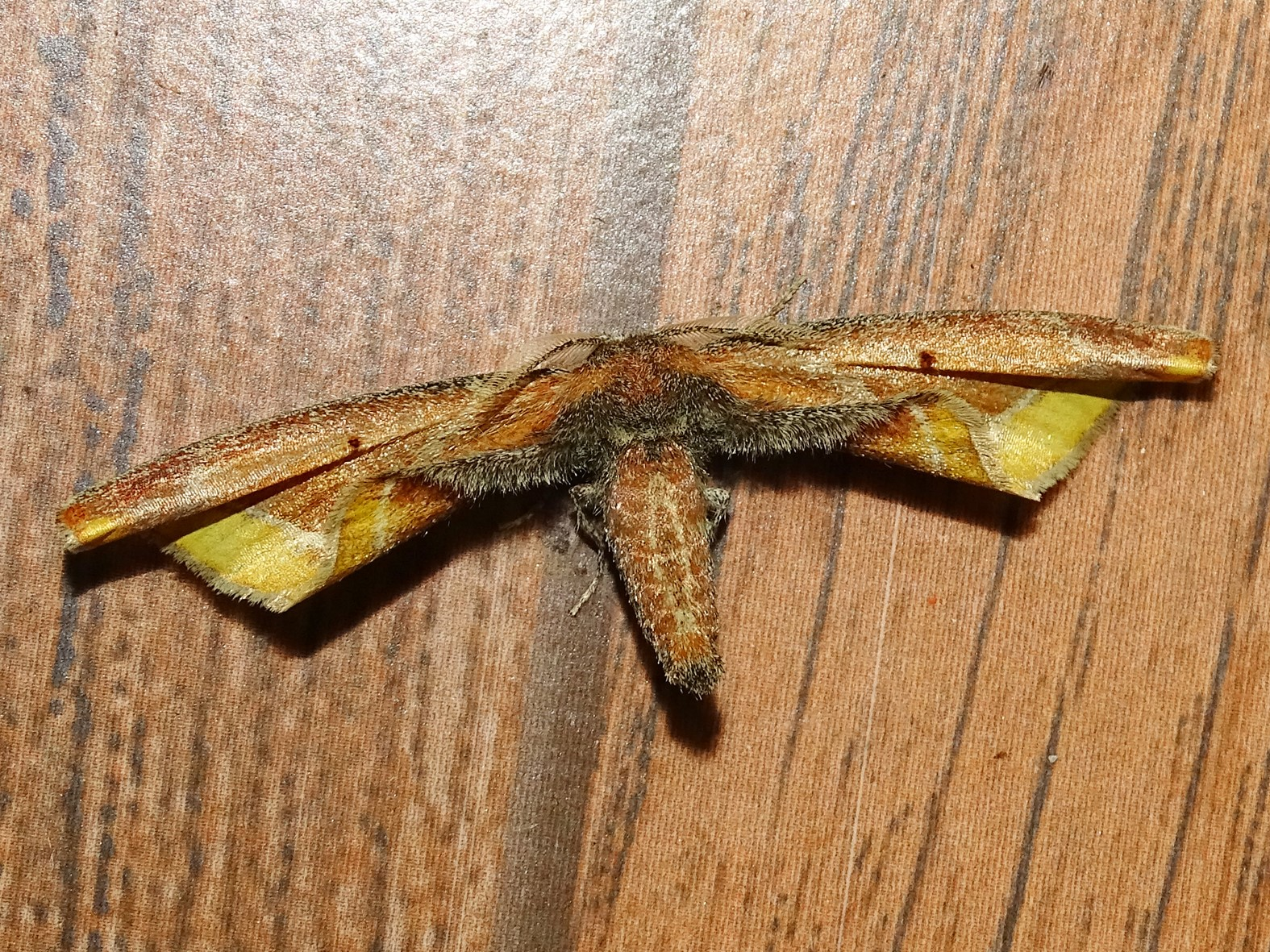
Rolepa delineata
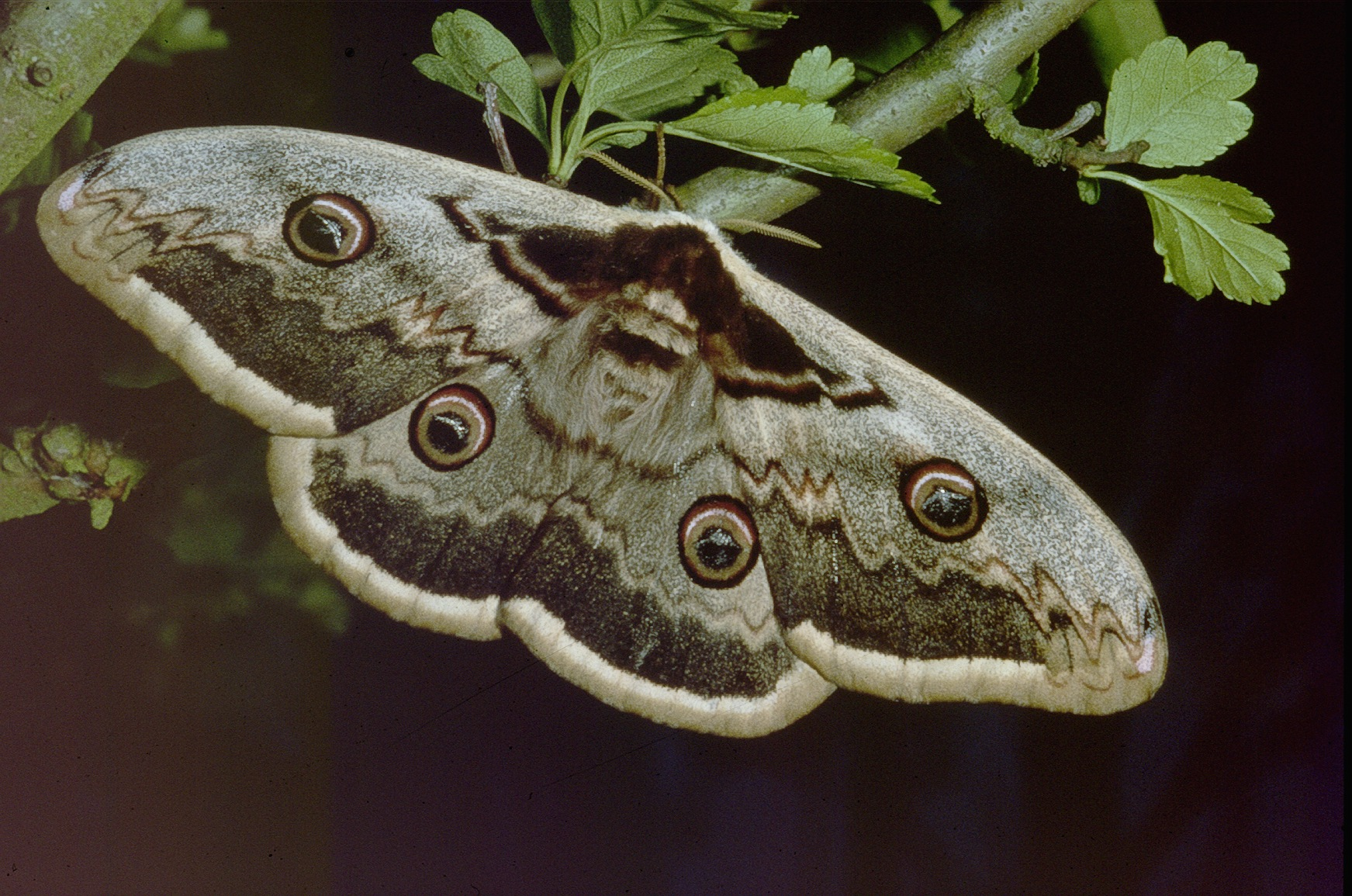
Större påfågelsspinnare, Saturnia pyri
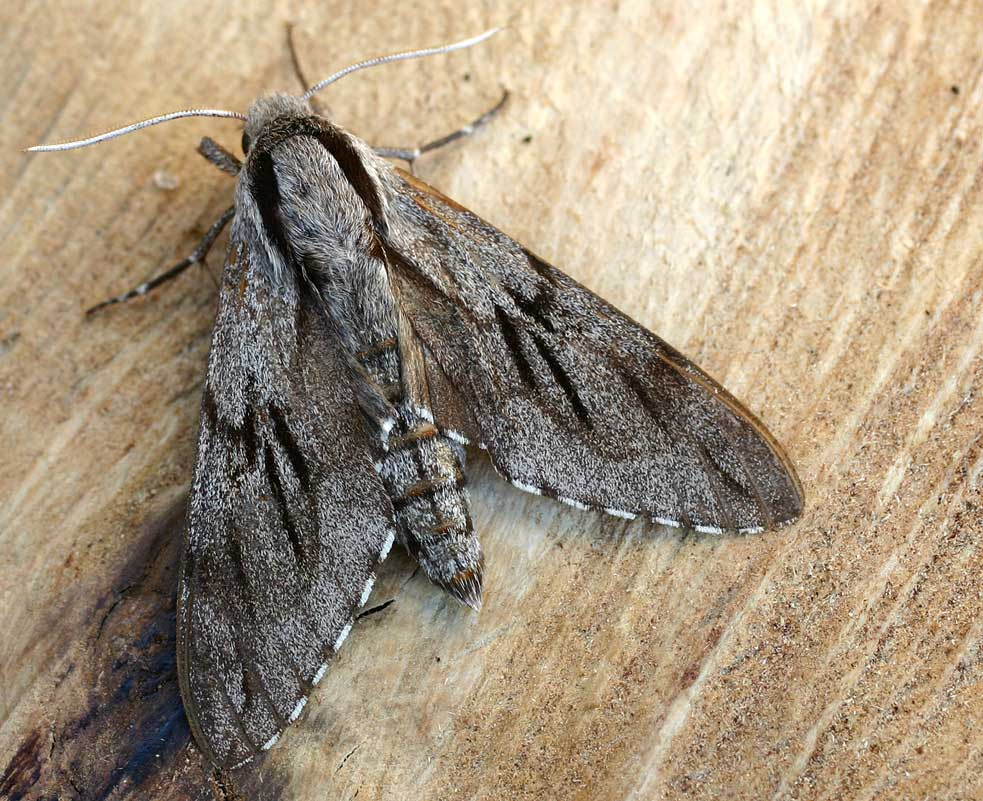
Tallsvärmare, Sphinx pinastri